# Vážany, Blansko
Vážany là một làng thuộc huyện Blansko, vùng Jihomoravský, Cộng hòa Séc.